# Shalishuka
Shalishuka Maurya là Hoàng đế thứ sáu của đế quốc Maurya ở Ấn Độ. Là con trai và người kế vị của Samprati Maurya, ông cai trị từ năm 215–202 TCN. Trong phần Yuga Purana của tác phẩm Gargi Samhita đề cập đến ông là một người cai trị bất chính, hay gây gổ, nhưng cũng được coi là người có "lời lẽ công bình".